# Ирекле (Чалпинское сельское поселение)
 Ирекле — деревня в Азнакаевском районе Татарстана. Входит в состав Чалпинского сельского поселения.

## География
Находится в юго-восточной части Татарстана на расстоянии приблизительно 16 км на север от районного центра города Азнакаево.

## История
Основана в 1920-х годах.

## Население
Постоянных жителей было: в 1926—153, в 1938—173, в 1949—201, в 1958—205, в 1970—303, в 1979—245, в 1989—180, в 2002 году 211 (татары 98 %), в 2010 году 170.